# Witali Wladimirowitsch Iwanow
Witali Wladimirowitsch Iwanow (russisch Виталий Владимирович Иванов; * 3. Februar 1976 in Karl-Marx-Stadt) ist ein ehemaliger russischer Handballspieler.

## Karriere
Der 1,94 Meter große und 92 Kilogramm schwere mittlere Rückraumspieler stand zuletzt bei Medwedi Tschechow unter Vertrag. Zuvor spielte er bei ZSKA Moskau. Mit diesen Vereinen spielte er in den Spielzeiten 2000/01 bis 2009/10 in der EHF Champions League, 1998/99 im Euro-City-Cup und 2005/06 im Europapokal der Pokalsieger.
Witali Iwanow erzielte in 236 Länderspielen für die russische Nationalmannschaft 522 Tore (Stand: Januar 2012) und stand im Aufgebot für die Handball-Europameisterschaft 2012. Er spielte auch bei den Olympischen Spielen 2004, wo er mit Russland die Bronzemedaille gewann, und den Olympischen Spielen 2008 (Platz 6).
Im Sommer 2012 beendete Witali Iwanow seine Karriere als Handballspieler und übernahm anschließend das Traineramt der zweiten Mannschaft von Medwedi Tschechow.